# Giuseppe Luci Poniatowski

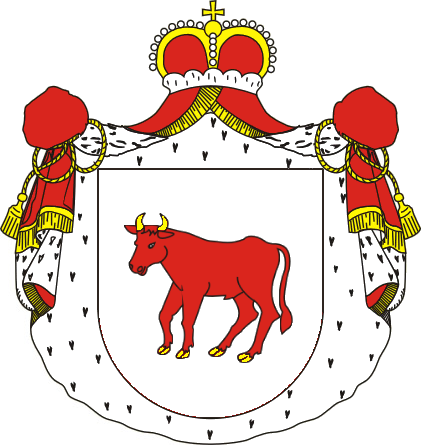
Stemma dei Poniatowski

Principe Giuseppe Michele Saverio Francesco Giovanni Luci, poi Poniatowski, o più semplicemente Giuseppe Poniatowski, (in polacco: Józef Luci Poniatowski) (Roma, 1816 – Londra, 1873), è stato un nobile, diplomatico, compositore tenore e librettista italiano, figlio del principe Stanislao Poniatowski e della contessa Cassandra Luci.

## Biografia
Giuseppe Luci Poniatowski nacque a Roma dal principe polacco Stanislao Poniatowski e dalla romana di origini umbre Cassandra Luci. Nascendo fuori dal matrimonio, fu riconosciuto solo nel 1822 in seguito al trasferimento della famiglia da Roma a Firenze. Fu legittimato come figlio di Stanislao Poniatowski nel 1847 grazie all'intervento del granduca di Toscana Leopoldo II che lo nominò Principe di Monte Rotondo, insieme al fratello Carlo e alla sorella Elisa, dal nome di una tenuta della famiglia presso Livorno.
Educato presso il Collegio dei Padri Scolopi di Firenze,  fu allievo del musicista fiorentino Ferdinando Ceccherini, tenore della "Imperiale e reale cappella". Giuseppe Poniatowski divenne rapidamente un compositore e  direttore d'orchestra di fama. Scrisse numerose opere per i teatri italiani e francesi.
Sposò Matilde Perotti (1814-1875) nel 1834 a Firenze, dalla quale ebbe un unico figlio, Stanislao Augusto(nato a Firenze il 9 novembre 1835, morto a Parigi il 6 gennaio 1908), che sposò Louise Le Hon.
Poniatowski fu inviato a Parigi come plenipotenziario dal Granduca Leopoldo II. Nel 1854 fu nominato senatore francese da Napoleone III e naturalizzato cittadino francese.
Poniatowski morì a Londra nel 1873.

## Fonti

### Autografi
L'assenza di studi non permette di localizzare con precisione gli autografi di Poniatowski. Il Répertoire International des Sources Musicales segnala l'autografo dell'intero Ruy Blas (4 volumi) al Musikabteilung del Preußischer Kulturbesitz della Staatsbibliothek zu Berlin, sul cui frontespizio, in una mano diversa dalla musica, si legge «ci sono delle varianti e correzioni apocrife del celebre Rossini, che gli fu amico e maestro a Parigi e che gli fece rappresentare un lavoro all'Opéra»: gli interventi di Rossini non sono però mai stati verificati. La Staatsbibliothek ha parzialmente digitalizzato il documento.

### Copie manoscritte
- Un'intera partitura manoscritta del Don Desiderio è alla Fondazione Levi di Venezia.[10][11][12]
- L'Ufficio Ricerca dei Fondi Musicali (URFM) della Biblioteca Braidense di Milano segnala una partitura manoscritta della Sposa d'Abido nell'archivio del Teatro La Fenice di Venezia.[13]
- Una scena e aria da Don Desiderio è all'Accademia di Santa Cecilia di Roma.[14]
- Due arie da Bonifazio de' Geremei sono in una collezione manoscritta appartenuta al conte Compagnoni Marefoschi, oggi alla Biblioteca Privata Rostirolla di Roma.[15]
- Un'aria di Bonifazio de' Geremei è in una collezione appartenuta a un non meglio identificato «Anfolzi», oggi alla Biblioteca Rostirolla di Roma.[16]
- Una canzone intitolata Gondoliere fortunato è in una collezione appartenuta al Musikhistorisches Seminar dell'Univeristà di Berlino, oggi al Musikabteilung del Preußischer Kulturbesitz della Staatsbibliothek zu Berlin.[17]

### Edizioni a stampa
Poniatowski stampò con i maggiori editori milanesi (Ricordi, Lucca) e fiorentini (Lorenzi, Stefani), oltre che con alcuni editori parigini (Escudier, Bathlot, Renaud). L'istituzione italiana che conserva in maggior numero copie di edizioni a stampa di sue opere è il Conservatorio di Milano, seguono (segnaliamo solo le istituzioni che hanno un numero di copie rilevante) la Biblioteca Nazionale Marciana di Venezia, il Conservatorio di Firenze, l'Accademia Santa Cecilia di Roma, la Biblioteca Palatina di Parma, i conservatori di Bergamo e Como, e la Biblioteca Civica di Verona. All'estero, sue edizioni sono alla Bibliothéque National de France e alla Österreichische Nationalbibliothek di Vienna

## Opere

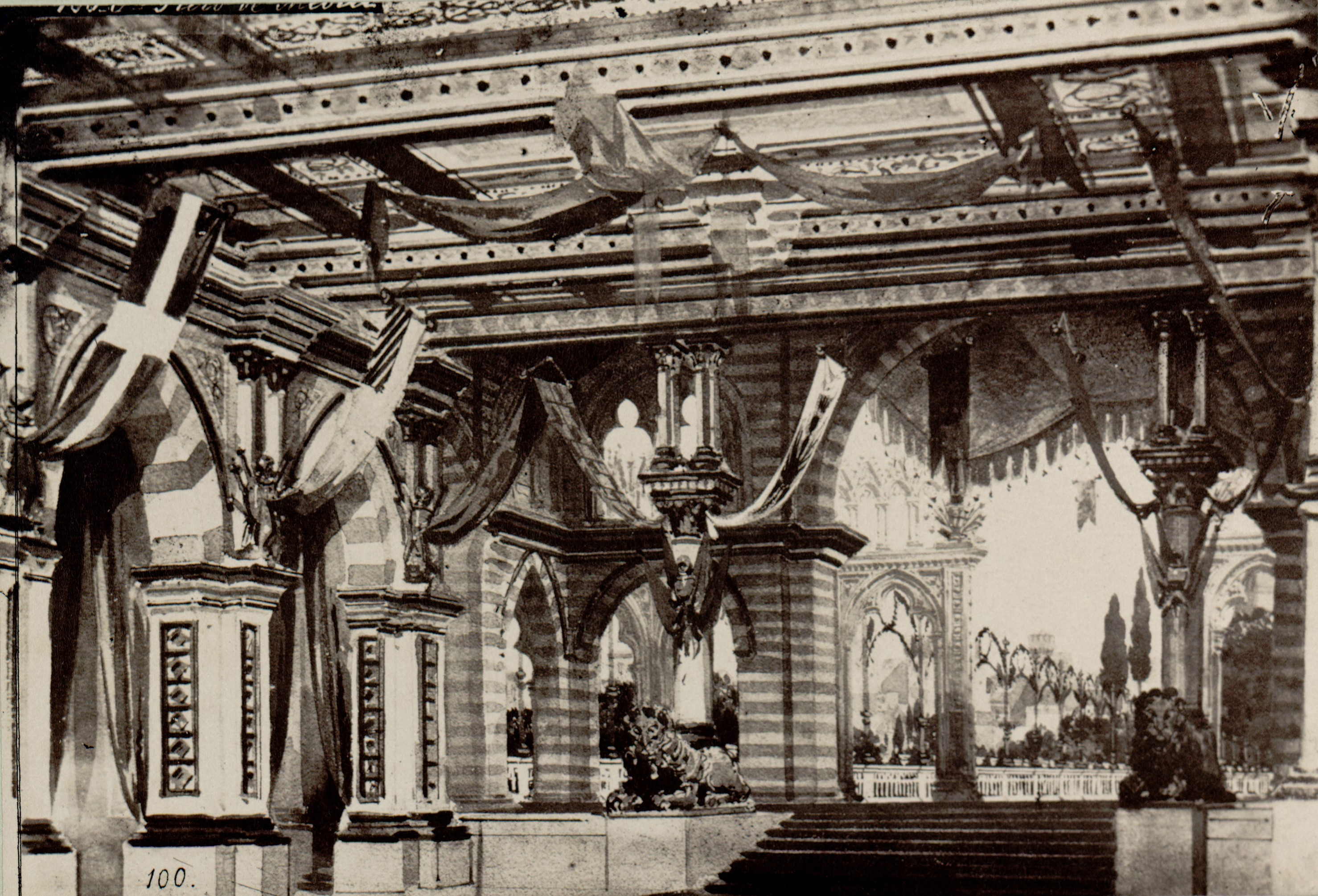
Sala delle feste nel Palazzo Ducale, bozzetto per Piero de' Medici atto 1 scena 1 (1869).
Archivio Storico Ricordi

- Giovanni da Procida, opera seria in tre atti, 25 novembre 1838, Firenze
- Don Desiderio, dramma giocoso, da Giovanni Giraud, 26 dicembre 1840, Pisa
- Ruy Blas, (perso) tragedia lirica, da Victor Hugo, 2 settembre 1843, Lucca
- Bonifazio de' Geremei, opera in tre atti, libretto dello stesso Poniatowski,  28 novembre 1844, Roma
- La sposa d'Abido, opera in 3 atti, da Lord Byron, 28 febbraio 1846, Teatro La Fenice di Venezia con Ignazio Marini e Carlo Guasco
- Malek Adhel, melodramma in tre atti, libretto di Domenico Bancalari, 20 giugno 1846, Genova
- Esmeralda, dramma lirico, libretto di Francesco Guidi, 26 giugno 1847, Firenze
- I Lambertazzi, nuova versione di Bonifazio de' Geremei, 1848, Firenze
- Le progrès de la musique dramatique, libro teorico,  1859, Parigi
- Pierre de Médicis, opéra in 4 atti e 7 quadri, libretto di Saint-Georges ed Émilien Pacini, Parigi, 9 marzo 1860
- Au travers du mur, opéra-comique in 1 atto, libretto di Saint-Georges, Parigi, Théâtre-Lyrique, 9 maggio 1861
- L'Aventurier, opéra-comique in 4 atti, libretto di Saint-Georges, Théâtre-Lyrique, 26 gennaio 1865
- La contessina, opera seria in 3 atti, libretto di Saint-Georges e Jules Adenis, versione italiana di Achille De Lauzières, Parigi, Théâtre Italien, 28 aprile 1868
- Gelmina, libretto di Francesco Rizelli, 4 giugno 1872, Covent Garden, Londra con Adelina Patti ed Antonio Cotogni
- Piero de' Medici , libretto d'Émilien Pacini, 9 marzo 1860, Parigi.

## Discografia
- Nel 1930 la His Master's Voice registrò un doppio album di canzoni in collaborazione con la casa editrice Boosey & Hawkes, tra cui anche la ballata di Poniatowski Yeoman's Wedding.[21]
- Nei primi anni 2000 l'etichetta Opera Rara ha inciso molti pezzi per voce e pianoforte dell'Ottocento di compositori come Liszt, Meyerbeer, Saint-Saëns, Ricci, Gomes, Buzzolla, Verdi e Poniatowski.[22]
- Nel 2015 l'Accademia musicale di Danzica, diretta da Przemysław Stanisławski, ha registrato una Messa in fa di Poniatowski per l'etichetta Acte Préalable.[23][24]